# ماریو دومینگز
ماریو دومینگز (انگلیسی: Mario Domínguez؛ زادهٔ ۱۰ فوریهٔ ۲۰۰۴) بازیکن فوتبال است که در پست مهاجم برای والنسیا سی اف مستایا بازی می‌کند.